# Université de sciences appliquées de Darmstadt

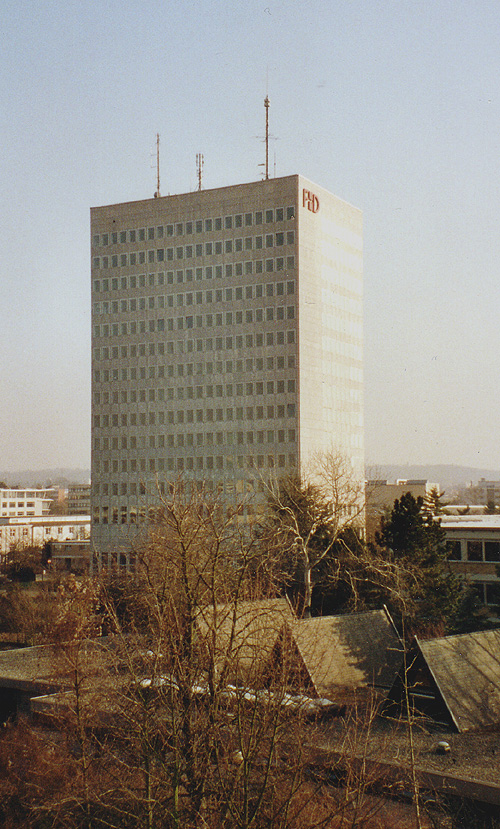
Hochschule Darmstadt

L'université de sciences appliquées de Darmstadt (en allemand, Hochschule Darmstadt), est le deuxième plus grand établissement d'enseignement supérieur de la ville de Darmstadt dans le Land de Hesse en Allemagne, fondée en 1971 et refondée en 2006 comme « école technique supérieure ». L'université de sciences appliquées compte environ 12 000 étudiants.

## L'autre université de Darmstadt
L'université de technologie de Darmstadt (TUD) est l'établissement le plus important et le plus ancien de la ville, fondée en 1877. Elle accueille environ 25 000 étudiants.
Grâce à ses deux établissements d'enseignement supérieur scientifique qui totalisent environ 37 000 étudiants, la ville de Darmstadt a pu acquérir le titre de « ville de la science ».
L’'Université de sciences appliquées, Hochschule Darmstadt est un des huit porteurs de l’initiative Université de technologie européenne, EUt+, l'Université de technologie de Chypre (Chypre), l’Université technique de Sofia (Bulgarie), l'Université technologique de Dublin (Irlande), l’Université de technologie de Troyes (France), l'Université polytechnique de Carthagène ( Espagne) et l’Université technique de Cluj-Napoca (Roumanie).
L’Université de technologie européenne, EUt+ est née de l’alliance de huit partenaires européens partageant la vision "Think Human First" pour une technologie centrée sur l’humain et l'ambition de créer à terme une institution originale et fédérative.
À travers l’EUt+, les partenaires s’engagent à créer un avenir durable pour les étudiants et apprenants des pays européens, les collaborateurs de chacun des établissements et pour les territoires qui accueillent chaque campus.